# Villaggio Mancuso
Villaggio Mancuso è un villaggio turistico montano della Sila Piccola. Il villaggio è una frazione del comune di Taverna paese della provincia di Catanzaro.

## Storia
Villaggio Mancuso, nato nei primi decenni del XX secolo dal sogno dell'imprenditore catanzarese Eugenio Mancuso, è un centro di villeggiatura di montagna per i cittadini del Catanzarese, in una delle aree più pregiate e fitte della Sila. Si sviluppa negli anni successivi, in particolare negli anni '50 e '60, distendendosi nell'areale dei monti Femminamorta e Gariglione.
In questi anni cominciano ad essere realizzate le tipiche casette in legno a listelli bianco e neri, che ricordano le baite svizzere. Negli anni successivi cominciarono ad essere edificati i primi alberghi ed attività ricreative, che implementarono un servizio turistico che si basava solo su abitazioni private, dotando il centro di una discreta ricettività turistica.

## Caratteristiche
Il villaggio si trova nella parte meridionale della Sila e forma insieme al Villaggio Racise, Buturo, Cutura, Pantane, Monaco e Tirivolo, il comprensorio turistico della Sila Piccola di cui costituisce il centro principale.

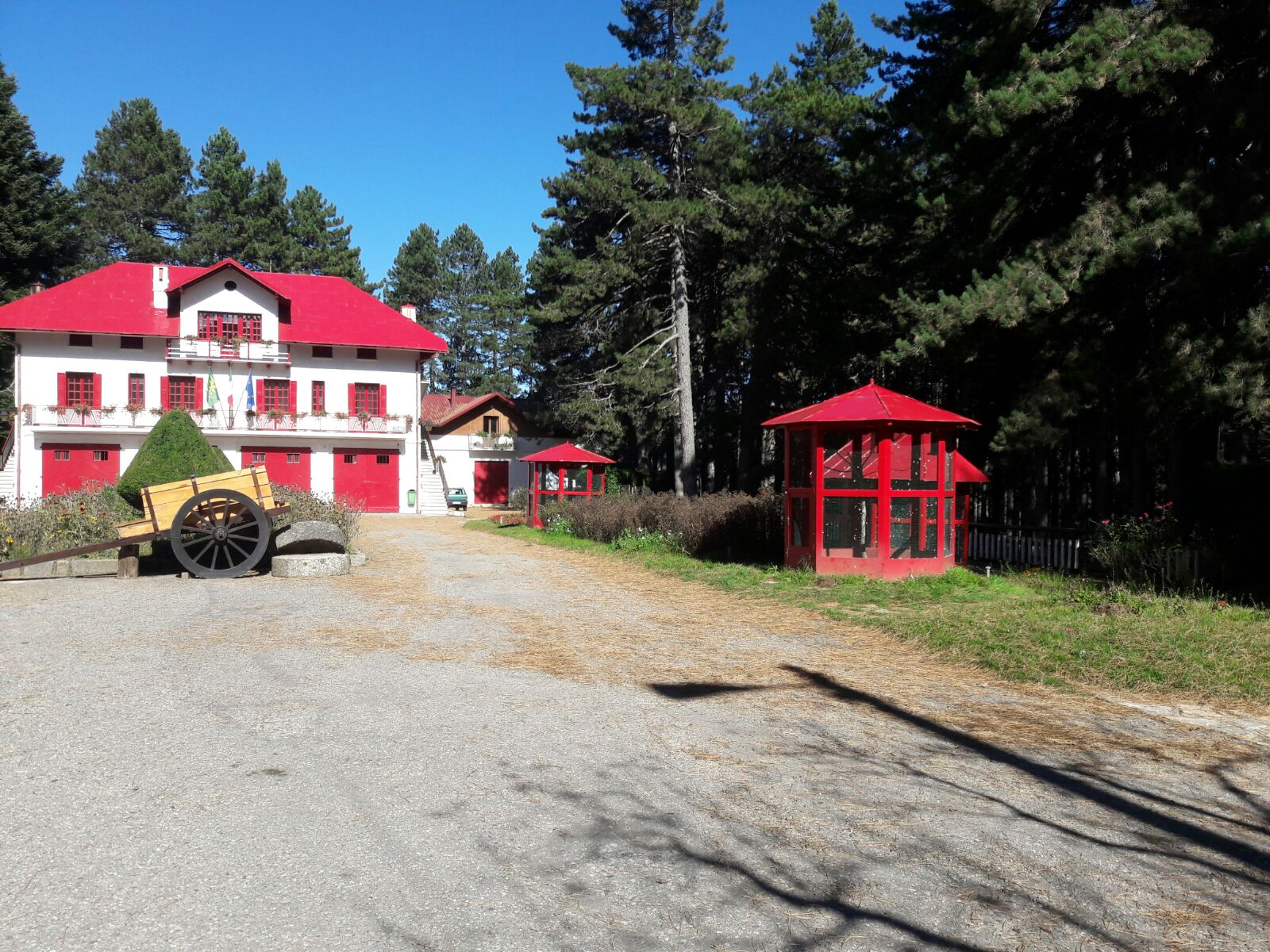
Centro Visite Monaco

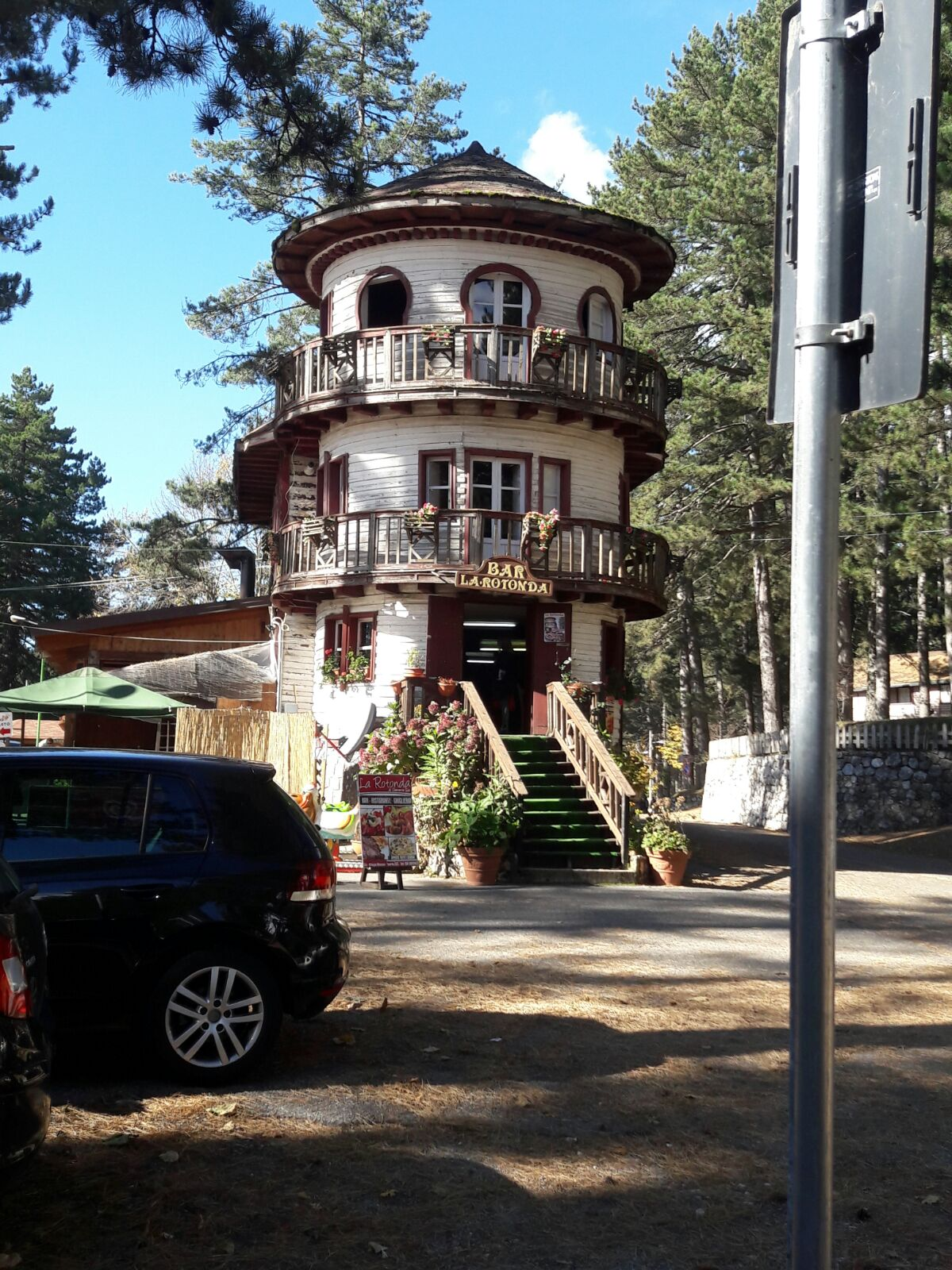

Il villaggio si trova all'interno del Parco nazionale della Sila, al confine sud - est, e custodisce al proprio interno il "Centro Visite Monaco", il secondo centro visite del Parco dopo quello del Cupone, mentre nelle immediate vicinanze del villaggio si trova anche la Riserva naturale Poverella Villaggio Mancuso.

## Flora e fauna

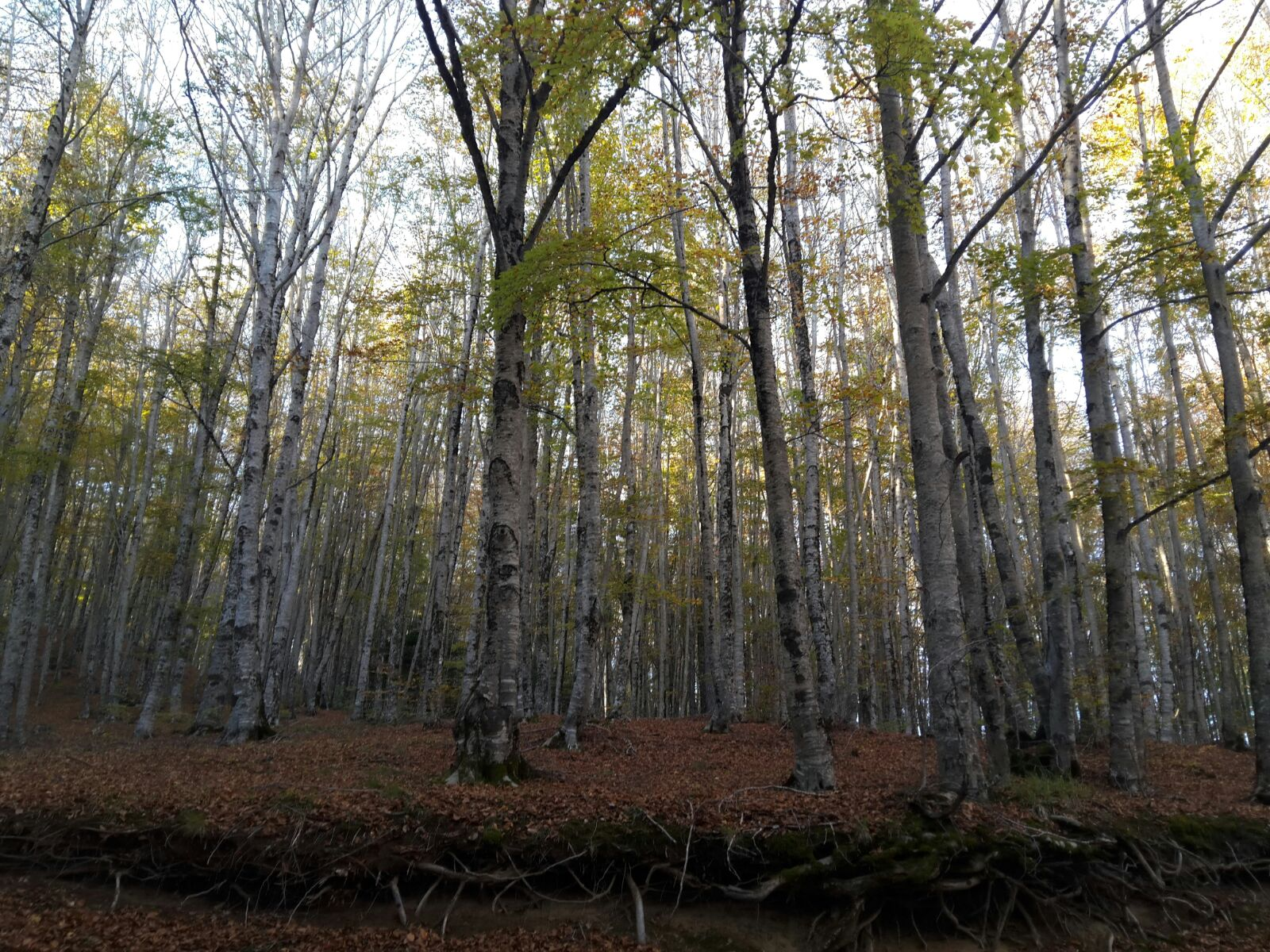

Il villaggio ricade in un'area di alto valore paesaggistico e faunistico. Per quanto riguarda la flora, in particolare nella zona vi è l'abete bianco. Diffusissimo è anche il Pino laricio e il Faggio nelle cime più alte dei monti. Vi è la presenza anche di Ontano napoletano ed ontano nero, così come l'acero opalo, l'acero montano, il castagno ed il pioppo tremulo. 
Per quanto concerne la fauna nell'areale del villaggio vi si trova il lupo, il cinghiale, il gatto selvatico e un consistente patrimonio aviario comprendente molti rapaci.